# AMX CDC
AMX Chasseur de Chars (дословно — истребитель танков) или AMX CDC — проект французского истребителя танков, разработанный фирмой AMX в 1946 году. Проект остался на бумаге, прототип построен не был.

## История создания
После окончания Второй мировой войны французская армия остро нуждалась в современном танке с тяжёлым вооружением для замены. В 1946 году фирма Ateliers de construction d'Issy-les-Moulineaux разработала легкобронированный 34-тонный истребитель танков с современной обтекаемой округлой башней.

## Описание конструкции
Истребитель танков оснащался 90-мм пушкой SA mle. 1945 и имел автомат заряжания вмещавший 90 снарядов. Благодаря мощному двигателю мощностью 1200 л. с. и небольшому весу AMX CDC получился быстрой САУ. Танк мог вмещать 1700 литров бензина, что позволяло ему работать в течение шести часов.

## В игровой индустрии
AMX CDC является средним премиум-танком 8-го уровня в ММО-играх World of Tanks и World of Tanks Blitz.